# Зайдлер-Винклер, Бруно
Бруно Зайдлер-Винклер (нем. Karl Ludwig Bruno Seidler-Winkler; 18 июля 1880, Берлин — 19 октября 1960, Берлин) — немецкий пианист и дирижёр.

## Биография
Пел в хоре мальчиков Берлинского кафедрального собора. Учился в Консерватории Штерна у Эрнста Едлички, в 10 лет дебютировал как пианист, в 14 лет впервые встал за дирижёрский пульт в маленьком берлинском театре. Изучал также игру на скрипке.
В 1903—1923 гг. музыкальный руководитель фирмы звукозаписи Deutsche Grammophon. В этом качестве осуществил множество записей как пианист-аккомпаниатор и как дирижёр (обычно во главе оркестра, составленного из музыкантов Берлинской придворной оперы). В 1923—1925 гг. работал как дирижёр в Чикаго, по возвращении в Германию в 1926—1932 гг. возглавлял Симфонический оркестр Берлинского радио. С 1934 г. преподавал в Берлинской Высшей школе музыки.

## Звукозапись
Карьера Зайдлера-Винклера в области звукозаписи началась в 1902 г. с фортепианного сопровождения записей певца Отто Ройтера. В 1906 г., среди прочего, записал известный русский марш «Тоска по родине». Из его ранних дирижёрских работ важнейшая — первая полная запись оперы Жоржа Бизе «Кармен» (1908) с Эмми Дестинн в заглавной партии. В 1923 г., перед отъездом в США, Зайдлер-Винклер записал полностью Девятую симфонию Людвига ван Бетховена. После возвращения из США записывался преимущественно для лейбла His Master’s Voice, в основном, оперные увертюры. В 1936 году к Берлинской олимпиаде записал «Олимпийский гимн» Рихарда Штрауса и «Олимпийскую юность» Вернера Эгка. В 1939 г. выполнил для певицы Лале Андерсен аранжировку песни «Лили Марлен» и записал её с нею.

## Награды
Кавалер Ордена «За заслуги перед Федеративной Республикой Германия» (1960).

## Дочь
Дочь — оперная певица Бригитта Зайдлер-Винклер (род. 1936).